# Xu Huiqin
Xu Huiqin (徐惠琴S; 4 settembre 1993) è un'astista cinese.

## Palmarès
| Anno | Manifestazione               | Sede       | Evento           | Risultato      | Prestazione | Note                                     |
| ---- | ---------------------------- | ---------- | ---------------- | -------------- | ----------- | ---------------------------------------- |
| 2009 | Giochi asiatici giovanili    | Singapore  | Salto con l'asta | Oro            | 3,75 m      |                                          |
| 2010 | Giochi olimpici giovanili    | Singapore  | Salto con l'asta | 4ª             | 4,10 m      |                                          |
| 2010 | Campionati asiatici juniores | Hanoi      | Salto con l'asta | Oro            | 3,90 m      |                                          |
| 2012 | Campionati asiatici indoor   | Hangzhou   | Salto con l'asta | 4ª             | 4,15 m      |                                          |
| 2012 | Campionati asiatici juniores | Colombo    | Salto con l'asta | Oro            | 4,25 m      |                                          |
| 2012 | Mondiali juniores            | Barcellona | Salto con l'asta | 8ª             | 4,05 m      |                                          |
| 2014 | Campionati asiatici indoor   | Hangzhou   | Salto con l'asta | Argento        | 4,15 m      |                                          |
| 2014 | Giochi asiatici              | Incheon    | Salto con l'asta | 4ª             | 4,05 m      |                                          |
| 2015 | Campionati asiatici          | Wuhan      | Salto con l'asta | Argento        | 4,30 m      |                                          |
| 2019 | Campionati asiatici          | Doha       | Salto con l'asta | Argento        | 4,36 m      | Miglior prestazione personale stagionale |
| 2019 | Mondiali                     | Doha       | Salto con l'asta | 19ª (q)        | 4,50 m      |                                          |
| 2021 | Giochi olimpici              | Tokyo      | Salto con l'asta | 8ª             | 4,50 m      |                                          |
| 2022 | Mondiali indoor              | Belgrado   | Salto con l'asta | 7ª             | 4,45 m      |                                          |
| 2022 | Mondiali                     | Eugene     | Salto con l'asta | 13ª            | 4,30 m      |                                          |
| 2023 | Mondiali                     | Budapest   | Salto con l'asta | Qualificazione | nm          |                                          |